# Geoff Gaberino
Geoff Gaberino, né le 18 juillet 1962 à Dallas, est un nageur américain.

## Palmarès

### Jeux olympiques
- Los Angeles 1984
  -  Médaille d'or en 4x200m nage libre (participation aux séries)[1].